# Uther Pendragon
Uther Pendragon (/ ˈjuːθər pɛnˈdræɡən, ˈuːθər /; velšsky: Uthyr Pendragon, Uthyr Bendragon), známý také jako král Uther, je legendárním králem Británie z období po odchodu římských legií na počátku 5. století a otcem krále Artuše. Několik drobných odkazů na Uthera se objevuje ve starých velšských básních, ale jeho biografii poprvé sepsal Geoffrey z Monmouthu ve své Historia Regum Britanniae (Historie králů Británie). Geoffreyův popis postavy byl použit ve většině novějších verzí. Napříč literaturou vystupuje jako dosti rozporuplná osobnost, ale je popisován jako silný král a obránce svého lidu.
Podle artušovské legendy ho kouzelník Merlin magicky promění, aby vypadal jako jeho nepřítel Gorlois a mohl spát s Gorloisovou manželkou Lady Igraine. Artuš, „král minulý i budoucí“, je nemanželským dítětem, ačkoli pozdější legenda obsažená v Maloryho románu Artušova smrt zdůrazňuje, že k Artušovu početí došlo po Gorloisově smrti a že bylo legitimizováno Utherovým následným sňatkem s Igraine. K aktu početí docházívá právě tu noc, kdy Utherovi válečníci poslali Gorloise na onen svět. Francouzské románové cykly ze 13. století obohatily legendu o opakovaný motiv nemanželského početí, a to Artušovým incestním zplozením Mordreda se svou nevlastní sestrou Morgause. A je to Mordred, kdo smrtelně zraní krále Artuše v bitvě u Camlannu.